# Atletica leggera ai Giochi della XIX Olimpiade - Lancio del disco maschile

Video della Finale

Il lancio del disco ha fatto parte del programma maschile di atletica leggera ai Giochi della XIX Olimpiade. La competizione si è svolta nei giorni 14-15 ottobre 1968 allo Stadio Olimpico Universitario di Città del Messico.

## L'eccellenza mondiale
| Campione olimpico 1964   | 61,00      | Alfred Oerter  | Presente |
| Campione europeo 1966    | 57,42      | Detlef Thorith | Assente  |
| Primatista mondiale      | 68,40 1968 | Jay Silvester  | Presente |
| Vincitore dei Trials USA | 63,25      | Jay Silvester  | Presente |

Nell'anno in corso l'americano Jay Silvester è salito fin oltre i 68 metri. Al Oerter, tricampione in carica, durante la stagione ha lanciato a 62,74. Hanno fatto meglio di lui sia Silvester, sia il cecoslovacco Danek, stabilmente sopra i 65 metri, sia due tedeschi dell'Est. Ma quando c'è di mezzo il titolo olimpico, Oerter tira fuori il meglio di sé.

## Risultati

### Turno eliminatorio
Qualificazione58,00 m
Esattamente 12 atleti ottengono la misura richiesta.

La miglior prestazione appartiene a Jay Silvester, che con 63,34 stabilisce il nuovo record olimpico.
| Pos. | Atleta            | Nazione          | Prove | Prove | Prove | Misura | Note            |
| Pos. | Atleta            | Nazione          | 1°    | 2°    | 3°    | Misura | Note            |
| ---- | ----------------- | ---------------- | ----- | ----- | ----- | ------ | --------------- |
| 1    | Jay Silvester     | Stati Uniti      | 63.34 | 0,00  | 0,00  | 0,00   | Record olimpico |
| 2    | Hartmut Losch     | Germania Est     | 60,40 | -     | -     | 60,40  | Q               |
| 3    | Gary Carlsen      | Stati Uniti      | 60,36 | -     | -     | 60,36  | Q               |
| 3    | Lothar Milde      | Germania Est     | 60,36 | -     | -     | 60,36  | Q               |
| 5    | Günter Schaumburg | Germania Est     | 60,14 | -     | -     | 60,14  | Q               |
| 6    | Al Oerter         | Stati Uniti      | 59,63 | -     | -     | 59,63  | Q               |
| 7    | Ludvík Daněk      | Cecoslovacchia   | 59,34 | 58,10 | 56,42 | 59,34  | Q               |
| 8    | Ricky Bruch       | Svezia           | 59,08 | -     | -     | 59,08  | Q               |
| 9    | Hein-Direck Neu   | Germania Ovest   | n     | 55,26 | 58,56 | 58,56  | Q               |
| 10   | Ferenc Tégla      | Ungheria         | 57,18 | 58,50 | -     | 58,50  | Q               |
| 11   | Edmund Piątkowski | Polonia          | 58,24 | -     | -     | 58,24  | Q               |
| 12   | Guram Gudashvili  | Unione Sovietica | 57,48 | 55,84 | n     | 57,48  |                 |
| 13   | George Puce       | Canada           | 57,34 | n     | n     | 57,34  |                 |
| 14   | Jens Reimers      | Germania Ovest   | 53,18 | n     | 54,02 | 54,02  |                 |

| Pos. | Atleta             | Nazione        | Prove | Prove | Prove | Misura | Note |
| Pos. | Atleta             | Nazione        | 1°    | 2°    | 3°    | Misura | Note |
| ---- | ------------------ | -------------- | ----- | ----- | ----- | ------ | ---- |
| 1    | Robin Tait         | Nuova Zelanda  | 58,88 | -     | -     | 58,88  | Q    |
| 2    | Namakoro Niaré     | Mali           | n     | 54.92 | 56,60 | 56,60  |      |
| 3    | János Faragó       | Ungheria       | 54,98 | 56,00 | n     | 56,00  |      |
| 4    | Denis Ségui Kragbé | Costa d'Avorio | 55,24 | 54,24 | n     | 55,24  |      |
| 5    | Lech Gajdziński    | Polonia        | 54,92 | n     | n     | 54,92  |      |
| 6    | Joe Kashmiri       | Iran           | 53,00 | 53,96 | 53,30 | 53,96  |      |
| 7    | Klaus-Peter Hennig | Germania Ovest | 53,80 | n     | n     | 53,80  |      |
| 8    | Heimo Reinitzer    | Austria        | 51,90 | 52,00 | 53,52 | 53,52  |      |
| 9    | Modesto Mederos    | Cuba           | 52,30 | n     | 49,42 | 52,30  |      |
| 10   | Bill Tancred       | Gran Bretagna  | n     | 48,86 | 51,74 | 51,74  |      |
| 11   | Edy Hubacher       | Svizzera       | n     | 49,80 | 51,70 | 51,70  |      |
| 12   | Rolando Mendoza    | Nicaragua      | 39.62 | 6,46  | 38,78 | 38,78  |      |
| 13   | Mauricio Jubis     | El Salvador    | 33,62 | 35,94 | 36,18 | 36,18  |      |

### Finale
Dopo i primi due turni è in testa il tedesco Est Milde con 63,08. Al terzo lancio Oerter piazza una botta di 64,78 metri. È il suo primato personale e nuovo record olimpico. Silvester, fermo a 61,78, accusa il colpo e infila una serie di tre lanci nulli consecutivi. Terminerà quinto. Soltanto il cecoslovacco Danek reagisce con un 62,92 che gli vale la medaglia di bronzo.
| Pos.    | Atleta            | Età | Nazione        | Prove | Prove | Prove | Prove                           | Prove                           | Prove                           | Misura | Note            |
| Pos.    | Atleta            | Età | Nazione        | 1°    | 2°    | 3°    | 4°                              | 5°                              | 6°                              | Misura | Note            |
| ------- | ----------------- | --- | -------------- | ----- | ----- | ----- | ------------------------------- | ------------------------------- | ------------------------------- | ------ | --------------- |
| Oro     | Al Oerter         | 32  | Stati Uniti    | 61,78 | n     | 64,78 | 62,42                           | 64,74                           | 64,04                           | 64,78  | Record olimpico |
| Argento | Lothar Milde      | 33  | Germania Est   | 62,44 | 63,08 | 62,58 | 59,98                           | 60,24                           | 58,00                           | 63,08  |                 |
| Bronzo  | Ludvík Daněk      | 31  | Cecoslovacchia | 60,62 | n     | 62,92 | n                               | 61,28                           | 61,34                           | 62,92  |                 |
| 4       | Hartmut Losch     | 25  | Germania Est   | 62,12 | 61,68 | 60,34 | 59,48                           | 58,94                           | 59,50                           | 62,12  |                 |
| 5       | Jay Silvester     | 31  | Stati Uniti    | 61,10 | 61,78 | n     | n                               | n                               | 60,44                           | 61,78  |                 |
| 6       | Gary Carlsen      | 23  | Stati Uniti    | 58,62 | 59,26 | 59,46 | 59,30                           | 52,60                           | 58,54                           | 59,46  |                 |
| 7       | Edmund Piątkowski | 32  | Polonia        | 59,40 | 58,46 | 57,66 | 57,52                           | n                               | 58,72                           | 59,40  |                 |
| 8       | Ricky Bruch       | 22  | Svezia         | 58,94 | 58,02 | 58,12 | 59,28                           | 58,50                           | 58,34                           | 59,28  |                 |
| 9       | Hein-Direck Neu   | 24  | Germania Ovest | 55,96 | n     | 58,66 | Non qualificati ai lanci finali | Non qualificati ai lanci finali | Non qualificati ai lanci finali | 58,66  |                 |
| 10      | Günter Schaumburg | 25  | Germania Est   | 56,64 | 57,70 | 58,62 | Non qualificati ai lanci finali | Non qualificati ai lanci finali | Non qualificati ai lanci finali | 58,62  |                 |
| 11      | Ferenc Tégla      | 21  | Ungheria       | 56,74 | 58,36 | 57,78 | Non qualificati ai lanci finali | Non qualificati ai lanci finali | Non qualificati ai lanci finali | 58,36  |                 |
| 12      | Robin Tait        | 28  | Nuova Zelanda  | 56,52 | 57,68 | 56,84 | Non qualificati ai lanci finali | Non qualificati ai lanci finali | Non qualificati ai lanci finali | 57,68  |                 |